# Opticolor
Opticolor (auch: Siemens-Berthon- oder Berthon-Siemens-Verfahren) war ein additives Farbfilmverfahren auf Linsenrasterbasis, das zwischen 1930 und 1938 in Deutschland entwickelt wurde und zur Anwendung kam.
1930 hatten sich die Firmen Siemens & Halske und Perutz-Photowerke über das schweizerische Konsortium Opticolor AG Glarus die Lizenzen zur Ausübung und Weiterentwicklung des französischen Linsenrasterverfahrens gesichert. 1935/1936 drehte Carl Froelich den halbstündigen Kurzspielfilm „Das Schönheitsfleckchen“ (Regie: Rolf Hansen) in Opticolor, der im August 1936 während der Sommerolympiade in Berlin gezeigt wurde. Die Nationalsozialisten förderten das Verfahren als „deutschen Farbenfilm“ und als Konkurrenzprodukt zum amerikanischen Technicolor.
Zwar hatte Opticolor einige technische Vorteile gegenüber anderen Verfahren, unter anderen konnten Kopien innerhalb von 24 Stunden hergestellt werden und notfalls auch schwarzweiß vorgeführt werden. Aufgrund seiner Kostspieligkeit konnte sich Opticolor jedoch nicht durchsetzen und so entstanden anstelle abendfüllender Spielfilme nur einige weitere Kurzfilme vor allem im Dienste der NS-Propaganda, unter anderem der einzige Farbtonfilm von einem Reichsparteitag (1937).
Im Sommer 1938 wurde das Verfahren aufgegeben, nachdem ein Farbfilmprojekt über Hitlers Italienreise im Mai aufgrund einer technischen Panne gescheitert war, wie der Kameramann Hans Ertl in seinen Memoiren beschrieben hat:
„Sämtliche Aufnahmen aus den großen Kameras, die von den beiden Siemens-Technikern bedient wurden, waren unbrauchbar, weil sich die Dreizonenfilter infolge der laufenden Erschütterungen während der Autoreise verdreht hatten. In der Praxis sah das so aus, dass bei der Vorführung im Kino die Szenen in ihren Komplementärfarben, also farbverkehrt, erschienen und fast wie eine futuristische Vision wirkten. Alle Personen – Hitler und Mussolini nicht ausgenommen – hatten violett-blaue Gesichter und sahen aus wie Gespenster in einem Horror-Spektakel.“